# BroadBank
株式会社BroadBank (ブロードバンク、英: BroadBank Inc.) は、東京都新宿区に本社を置き、インターネットにおける求人広告事業、デジタルコンテンツ事業、ウェブサイト制作代行事業、ペット服やアロマグッズ販売などを手掛ける日本の企業である。

## サービス一覧

### デジタルコンテンツ事業
デコレーションメール
- デコメ onパレード（ドコモメニューサイト）
- 95円iデコアニメ（ドコモメニューサイト）
- らくっち定型文デコ（ドコモメニューサイト）

スマートフォンデコレーションメール
- わいわい！スタンプLIFE（auスマートパス）
- 95円絵文字POP（ドコモメニューサイト）
- 365日★デコメ onパレード（ドコモメニューサイト）
- 『絵文字POP取り放題』動く！触れる！（ドコモメニューサイト）
- スタンプLife365日（ドコモメニューサイト）
- 特盛スタンプちゃん（ドコモメニューサイト）

iPhoneアプリ
- iMachiuke（高画質待ち受けアプリ）
- しゃべってキャラ

デジタルコンテンツ提供先
- カカオトーク（スタンプ配信）
- アニエモ（絵文字POP配信）
- FM802（デコメール、待ち受け配信）

### 求人広告事業
- 求人革命マンモス（転職情報サービス・アルバイト情報サービス）

### 求人広告代理事業
主な取扱い媒体
- マイナビ転職・マイナビバイト・マイナビ新卒
- バイトル・バイトル社員
- an・anレギュラー
- Job aidem・イーアイデム
- DODA
- @type
- クリエイト
- イーキャリア
- 求人ジャーナル
- DOMO

### Webソリューション事業
- ブランディングデザイン（ロゴ・キャラクターなど）
- 販促物作成（ポスター・チラシなど）
- 挨拶はがき作成（年賀状・暑中見舞いなど）
- ビジネスツール作成（名刺・社員証・封筒・請求書など）

### Industrialデザイン事業
- Evul香ケ岬灯台（インテリアアロマランプ）
- Naughty（ハンドメイドペットウェア）